# フランシスコ・バレーラ (画家)
フランシスコ・バレーラ（Francisco Varela、1580年から1592年頃生まれ、1645年没)はスペインの画家である。17世紀前半にセビリアで活動したバロック期の画家である。

## 略歴
1606年にセビリアの画家、ホセ・デ・ラ・ウエルタ(José de la Huerta)の工房の弟子となった記録があり、セビリアの生まれであったと推定されている。1625年頃、画家組合の親方として、入会志望者の試験官として、フランシスコ・パチェーコとともにしばしば文書に名前が残されている。
当時のセビリアの画家の多くと同じように、マニエリスムのスタイルから、1626年からセビリアで活動を始めたフランシスコ・デ・スルバランの影響を受けたスタイルに移っていった画家とされる。
残された作品は少なく、代表作はセビリアの サン・ベルナルド教会(Iglesia de San Bernardo) などの「最後の審判」があり、1622年に描かれた作品は、イタリアからもたらされた版画から着想を得て描かれたのではないかとされている。よく似た構図の作品を2004年にアンダルシア地方政府(Junta de Andalucía)がセビーリャ美術館に収蔵されている。セビーリャ美術館にはセビリアの修道院(del Convento de la Pasión de Sevilla)のために制作された一連のバレーラの作品が収蔵されている。

## 作品

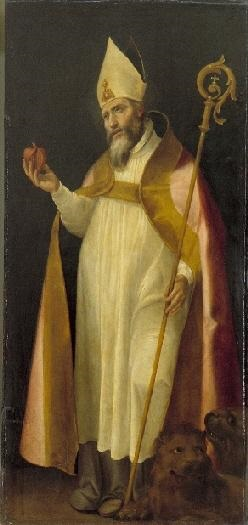
聖アウグスティヌス セビーリャ美術館蔵
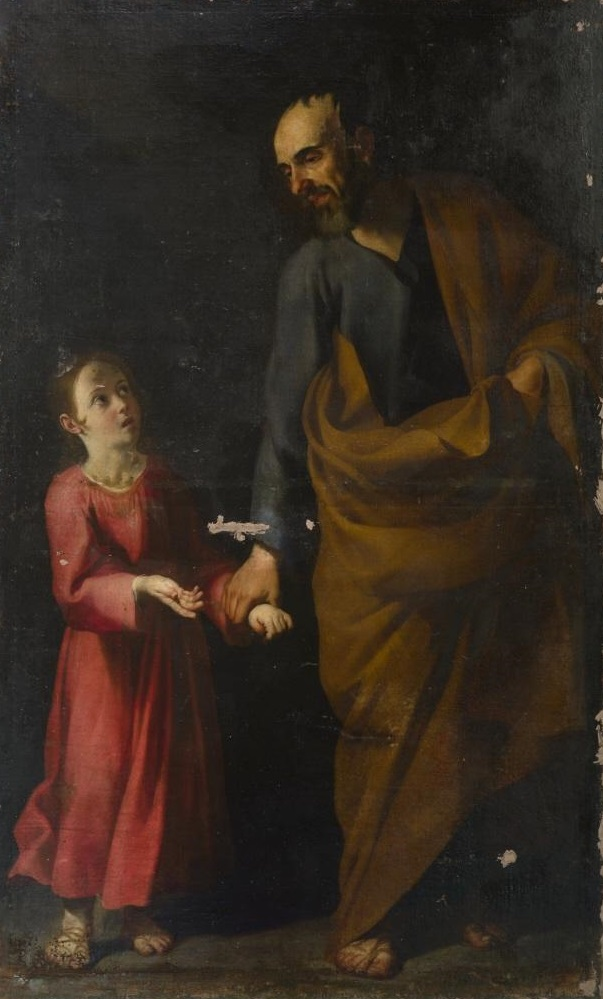
San José con el Niño 王立サン・フェルナンド美術アカデミー蔵
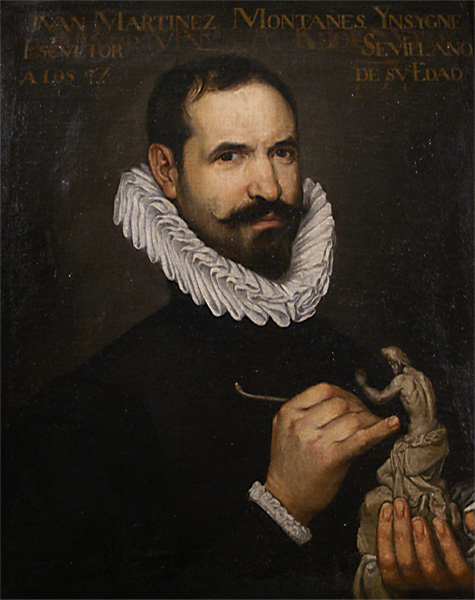
フアン・マルティネス・モンタニェース(彫刻家) Casa consistorial de Sevilla 蔵